# Ferwert
Ferwert  (in olandese: Ferwerd) è un villaggio di circa 1.800 abitanti del nord-est dei Paesi Bassi, facente parte della provincia della Frisia e situato in prossimità della costa sul Mare del Nord. È stato il capoluogo dell'ex-comune di Ferwerderadiel/Ferweradeel.

## Geografia fisica
Ferwert si trova lungo il tratto settentrionale della costa occidentale della Frisia, tra Stiens e Holwerd (rispettivamente a nord della prima e a sud-ovest della seconda), a circa 15 km ad ovest/nord-ovest di Dokkum.

## Storia
Nel corso dell'XI secolo, fu costruita a Ferwert una diga.
Nel XVII secolo, fu realizzata la cosiddetta Ferwerter Vaart, che per molto tempo costituì la principale via d'accesso al villaggio.
Nel 1840, fu costruito a Ferwert l'attuale municipio.

## Monumenti e luoghi d'interesse

### Chiesa di San Martino
Tra i monumenti principali di Ferwert, figura la chiesa dedicata a San Martino, edificio risalente al XV secolo.